# 史帝夫·厄文
史蒂芬·羅伯特·「史蒂夫」·歐文（英語：Stephen Robert "Steve" Irwin，1962年2月22日—2006年9月4日），澳大利亚環保人士與電視節目主持人。他生前與妻子一起主持「鱷魚拍檔」節目，這也是他的外號鱷魚先生的由來，這是一個非傳統的動物紀錄片節目。史蒂夫·歐文在節目中用誇張、滑稽的方式主持節目和對待動物，美國新聞將他列為星期人物報導。儘管他的個人風格不受澳洲人重視，但帶有濃厚的澳洲英語口音，以及通過「鱷魚拍檔」節目使他成為澳洲的代表之一。他的生日跟母親 Lyn 是同一天，他的爸爸 Bob 也是保育人士。
生前在昆士蘭畢爾瓦經營澳洲動物園。也創建了「史蒂夫·厄文保育基金」，之後更名為「全球野生動植物戰士」。在他去世時，澳洲總理約翰·霍華德對他的死表示震驚和哀痛，更於新聞採訪上發表言論追念他，新聞更以「深遠地影響澳洲的一代」做評價。

## 作品
史蒂夫·厄文主持或參與拍攝的作品：
- 記錄片
  - 鱷魚拍檔系列片（英语：The Crocodile Hunter）
  - 鱷魚拍檔：無法逃避的衝突（英语：The Crocodile Hunter: Collision Course）
- 其他動物星球頻道的記錄片：
  - 鱷魚檔案（英语：Croc Files）
  - 鱷魚拍檔事件簿（英语：The Crocodile Hunter Diaries）
  - 新品種獸醫（英語：New Breed Vets）
- 電影：
  - 2001年在艾迪·墨菲主演的怪醫杜立德2（英语：Dr. Dolittle 2）曾客串演出

## 爭議
最引起爭議的行為發生於2004年1月2日，他當時在動物園一手抱著自己一個月大的孩子Bob，另一隻手拿著一隻雞的部分餵食鱷魚。許多兒童權益組織及動物權益組織、以至不少他自己的觀众都對這種行為感到不滿。這次事件使得昆士蘭政府重新檢討了關於管理鱷魚的法案，直接明文禁止兒童及未經訓練的成人進入有鱷魚的圍欄。
在2004年6月，史蒂夫·厄文疑在南極拍攝記錄片《破冰者》時，過度驚擾了當地的野生動物。有關當局介入了調查，但最終沒有進行任何指控。

## 家庭
和特丽·欧文於1992年結婚，育有一女賓蒂（Bindi Sue Irwin，1998年7月24日出生）和一男羅伯特（Robert Clarence Irwin，又叫Bob，2003年12月1日出生，以祖父命名）。因為工作關係，兩夫婦一直沒有戴結婚戒指。Bindi 在 2016年跟男朋友 Chandler Powell 訂婚。

## 榮譽
在2004年被提名為澳洲年度人物。

## 逝世
澳洲東部時間2006年9月4日早上11時許，厄文在大堡礁海域拍攝一部名為《海中最致命生物》的紀錄片時，遭到一隻短尾魟的有毒尾刺刺中心臟，在送醫前就不治死亡。諷刺的是，在前不久的節目中，他還說：「它們是性情很溫和的動物，只要你不去招惹它們，就不會拿毒刺刺你。」
魟鱼的尾巴是顶端藏有劇毒毒腺的脊骨，十分锋利，当感受到威胁时就会用毒刺攻击对方。不过，尽管魟鱼有毒刺，攻击性却不强。悉尼大学海洋科学研究所主任柯曼在接受《悉尼先驱晨报》采访时说，与魟鱼接触而被刺死“相当罕见”，印象中他从未听说在澳大利亚有谁被它的毒刺刺死过。昆士兰大学的海洋生物学家柯林斯则猜想，毒刺必定是直接刺穿了欧文的心脏，才会发生这一悲剧。“这简直是不可思议的厄运。”
昆士蘭州政府有意為厄文舉行國葬，但為厄文的父親鲍勃婉拒，他指出：厄文不會希望有這樣的尊榮，而僅希望人們記得他是一個平凡的傢伙。他的葬禮於2006年9月9日於卡隆德拉舉辦，為一私人的小型葬禮，僅有親朋好友參加，喪禮後被葬於澳洲動物園。9月20日，澳洲動物園為厄文舉行追思會，有上千人參加，其中包括澳洲總理約翰·霍華德。

## 紀念
2019年2月22日，Google更改Google doodle，以紀念史蒂夫·厄文57歲冥誕。

## 媒體報導
1. ↑  samanthabenitz. . Hollywood Life. 2016-07-09  [2016-07-21]. （原始内容存档于2019-11-30）.
2. ↑  .   [2007-03-28]. （原始内容存档于2007-03-28）.
3. ↑  .   [2007-04-27]. （原始内容存档于2007-04-27）.

## 外部連結
- 史蒂夫·厄文（英文）在互联网电影资料库（IMDb）上的資料（英文）
- 史蒂夫厄文 - 動物星球（台灣網站） （页面存档备份，存于）
- 所有厄文相關組織（澳洲動物園、全球野生動植物戰士、鱷魚拍檔等）首頁（英文網站）（页面存档备份，存于）